# 마에카와 야스유키
마에카와 야스유키 (前川泰之, 1973년 11월 26일 ~ )는 일본의 영화배우이다. 배우자는 후지tv 아나운서 마사이 마야. 오스카 프로모션 소속.

## 참가 작품

### 영화
- 《나는 당신을 위해 죽으러 갑니다》 (2007)
- 《엘》 (2016)
- 《내 아내와 결혼해 주세요》 (2016)

### 방송
- 《전차남》 (2005)
- 《우리들의 교과서》 (2007)
- 《허니와 클로버》 (2008)
- 《가족의 노래》 (2012)
- 《나의 댄디즘》 (2014)
- 《기적의 교실》 (2014)
- 《미녀와 남자》 (2015)
- 《숨은 국화》 (2016)
- 《가면라이더 빌드》 (2017~2018)
- 《오오에도 로보콘》 (2017)
- 《절규》 (2019)